# Liste der Bodendenkmäler in Grünwald
Auf dieser Seite sind die Bodendenkmäler in der oberbayerischen Gemeinde Grünwald zusammengestellt. Diese Tabelle ist eine Teilliste der Liste der Bodendenkmäler in Bayern. Grundlage ist die Bayerische Denkmalliste, die auf Basis des Bayerischen Denkmalschutzgesetzes vom 1. Oktober 1973 erstmals erstellt wurde und seither durch das Bayerische Landesamt für Denkmalpflege geführt wird. Die folgenden Angaben ersetzen nicht die rechtsverbindliche Auskunft der Denkmalschutzbehörde.

## Bodendenkmäler in Grünwald
| Lage                                    | Objekt | Akten-Nr.     | Bild                                 |
| --------------------------------------- | --- | ------------- | ------------------------------------ |
| (Standort)                              | Verebneter Grabhügel vorgeschichtlicher Zeitstellung. | D-1-7935-0009 |                                      |
| (Standort)                              | Körpergräber der frühen Bronzezeit. | D-1-7935-0010 |                                      |
| (Standort)                              | Siedlung der späten Bronzezeit, der Urnenfelderzeit, der Hallstattzeit und der Latènezeit sowie Körpergräber der frühen Bronzezeit, Brand- und Körpergräber der mittleren Bronzezeit, Brandgräber der Hallstattzeit und der Latènezeit und Körpergräber des frühen Mittelalters. | D-1-7935-0011 |                                      |
| (Standort)                              | Verebneter Grabhügel mit Bestattungen der Bronzezeit. | D-1-7935-0012 |                                      |
| (Standort)                              | Verebnete Grabhügel mit Bestattungen der Hallstattzeit. | D-1-7935-0015 |                                      |
| (Standort)                              | Siedlung vorgeschichtlicher Zeitstellung, Grabhügel mit Bestattungen der Bronzezeit, der Hallstattzeit und der späten Latènezeit (Römerhügel) sowie Brandgräber der späten Bronzezeit und der Urnenfelderzeit.                                                                   | D-1-7935-0016 |                                      |
| (Standort)                              | Brandgräber der Urnenfelderzeit. | D-1-7935-0018 |                                      |
| Zeillerstraße 2 (Standort)              | Untertägige mittelalterliche und frühneuzeitliche Befunde im Bereich der ehemaligen katholischen Pfarrkirche St. Peter und Paul in Grünwald. | D-1-7935-0273 | weitere Bilder                       |
| Nördliche Münchner Straße 15 (Standort) | Untertägige frühneuzeitliche Befunde im Bereich der katholischen Kapelle Heilig Blut in Geiselgasteig. | D-1-7935-0275 | Untertägige frühneuzeitliche Befunde |
| (Standort)                              | Körpergräber der späten römischen Kaiserzeit. | D-1-7935-0306 |                                      |
| Zeillerstraße 3 (Standort)              | Untertägige mittelalterliche und frühneuzeitliche Befunde im Bereich von Burg Grünwald und ihrer Vorgängerbauten. | D-1-7935-0307 | weitere Bilder                       |
| (Standort)                              | Untertägige frühneuzeitliche Befunde im Bereich des ehemaligen herzoglichen Jagdschlosses Maurerschlößl in Grünwald. | D-1-7935-0327 |                                      |